# Wendel Clark
Wendel Clark (ur. 25 października 1966 w Kelvington w Kanadzie) – kanadyjski były hokeista zawodowy. W latach 1985–2000 występował w lidze NHL na pozycji lewego skrzydłowego. Wybrany z numerem 1 w pierwszej rundzie draftu NHL w 1985 roku przez Toronto Maple Leafs. Grał w drużynach: Toronto Maple Leafs, Quebec Nordiques, New York Islanders, Tampa Bay Lightning, Detroit Red Wings oraz Chicago Blackhawks.
W sezonach zasadniczych NHL rozegrał łącznie 793 spotkania, w których strzelił 330 bramek oraz zaliczył 234 asysty. W klasyfikacji kanadyjskiej zdobył więc razem 564 punkty. 1690 minut spędził na ławce kar.
W play-offach NHL brał udział 9-krotnie. Rozegrał w nich łącznie 95 spotkań, w których strzelił 37 bramek oraz zaliczył 32 asysty, co w klasyfikacji kanadyjskiej daje razem – 69 punktów. 201 minut spędził na ławce kar.

## Statystyki – sezony zasadnicze
| Sezon        | Drużyna             | Liczba meczów | Gole | Asysty | Punkty | Kary w min. |
| ------------ | ------------------- | ------------- | ---- | ------ | ------ | ----------- |
| 1985–1986    | Toronto Maple Leafs | 66            | 34   | 11     | 45     | 227         |
| 1986–1987    | Toronto Maple Leafs | 80            | 37   | 23     | 60     | 271         |
| 1987–1988    | Toronto Maple Leafs | 28            | 12   | 11     | 23     | 80          |
| 1988–1989    | Toronto Maple Leafs | 15            | 7    | 4      | 11     | 66          |
| 1989–1990    | Toronto Maple Leafs | 38            | 18   | 8      | 26     | 116         |
| 1990–1991    | Toronto Maple Leafs | 63            | 18   | 16     | 34     | 152         |
| 1991–1992    | Toronto Maple Leafs | 43            | 19   | 21     | 40     | 123         |
| 1992–1993    | Toronto Maple Leafs | 66            | 17   | 22     | 39     | 193         |
| 1993–1994    | Toronto Maple Leafs | 64            | 46   | 30     | 76     | 115         |
| 1994–1995    | Quebec Nordiques    | 37            | 12   | 18     | 30     | 45          |
| 1995–1996    | New York Islanders  | 58            | 24   | 19     | 43     | 60          |
| 1995–1996    | Toronto Maple Leafs | 13            | 8    | 7      | 15     | 16          |
| 1996–1997    | Toronto Maple Leafs | 65            | 30   | 19     | 49     | 75          |
| 1997–1998    | Toronto Maple Leafs | 47            | 12   | 7      | 19     | 80          |
| 1998–1999    | Tampa Bay Lightning | 65            | 28   | 14     | 42     | 35          |
| 1998–1999    | Detroit Red Wings   | 12            | 4    | 2      | 6      | 2           |
| 1999–2000    | Chicago Blackhawks  | 13            | 2    | 0      | 2      | 13          |
| 1999–2000    | Toronto Maple Leafs | 20            | 2    | 2      | 4      | 21          |
| Podsumowanie |                     | 793           | 330  | 234    | 564    | 1690        |

## Sukcesy
Indywidualne
- Bill Hunter Memorial Trophy: 1985